# 261. pehotni polk (Italija)
261. pehotni polk Elba je bil pehotni polk Kraljeve italijanske kopenske vojske.

## Zgodovina
Med prvo svetovno vojno je bil polk nastanjen na soški fronti.